# Voeltzkowia petiti
Voeltzkowia petiti е вид влечуго от семейство Сцинкови (Scincidae). Видът е почти застрашен от изчезване.

## Разпространение и местообитание
Разпространен е в Мадагаскар.
Обитава гористи местности и места със суха почва.

## Описание
Популацията на вида е стабилна.